# Strava
Strava (naar het Zweedse Sträva, dat streven betekent) is een Amerikaanse website en mobiele applicatie waarmee sportprestaties kunnen worden bijgehouden. Via de software kunnen gebruikers sportieve prestaties opnemen via GPS, uploaden en met andere gebruikers vergelijken.
Strava heeft aspecten van een socialemedia-applicatie, omdat gebruikers andere gebruikers kunnen volgen, kudos geven, online clubs kunnen aanmaken, foto's kunnen delen, uitdagingen kunnen aangaan en reacties kunnen plaatsen. Het gebruik van Strava is vooral populair bij wielrennen en hardlopen, maar kan bij meer dan veertig sporten worden ingezet, waaronder ook zwemmen, schaatsen, wandelen, surfen, skiën en snowboarden.
Strava is gratis, maar er bestaat ook een premium-abonnement met meer functies. Naast abonnementen haalt Strava ook inkomsten uit gesponsorde uitdagingen en het verkopen van geanonimiseerde gebruikersdata.

## Routes
Op Strava kunnen routes worden gecreëerd. Tijdens het maken hiervan kan er een heatmap geprojecteerd worden op de kaart, zodat de gebruiker kan zien welke wegen populair zijn bij Strava-gebruikers. Strava kan ook zelf routes voorstellen aan de hand van enkele ingestelde voorkeuren.
Na het maken kan het hoogteprofiel van een route worden bepaald, en wordt ook weergegeven welke segmenten er beschikbaar zijn op de route. De routes kunnen ook met de app worden gebruikt als hulpmiddel tijdens het sporten, of ze kunnen geëxporteerd worden als gpx-bestand.

## Segmenten

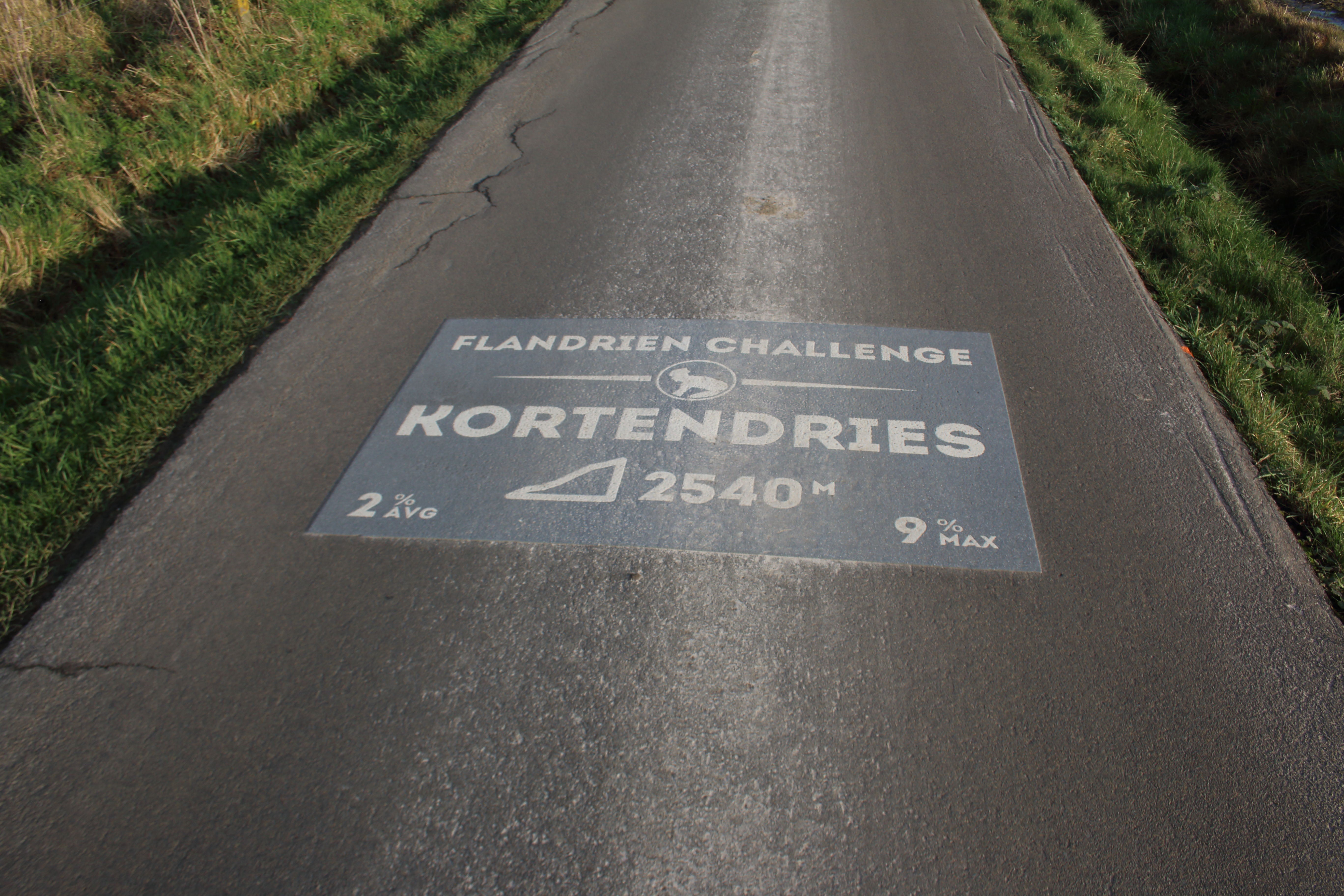
Strava 'Flandrien Challenge', Slijpstraat-Kortendries, Zottegem, Vlaamse Ardennen

Op Strava is het mogelijk om een deel van een geregistreerde route op te slaan als segment, waardoor de tijden van andere gebruikers die dat segment afleggen in een ranglijst worden opgenomen. Hiermee kan er onderling een kleine competitie worden gehouden. De gebruiker met de snelste tijd aller tijden op een segment heeft in het wielrennen dan de 'KOM' of 'QOM' (respectievelijk king of the mountain en queen of the mountain, omdat segmenten eerst vooral op beklimmingen werden aangemaakt) en in het hardlopen de 'CR' (course record). Er zijn aparte ranglijsten voor mannen en vrouwen. Daarnaast zijn er nevenklassementen zoals de snelste tijden van de dag en leeftijdscategorieën.
Naast een digitale kroon voor de snelste tijd bestaat er voor elk segment ook een 'local legend'-prijs, die uitgereikt wordt aan de persoon die in de laatste negentig dagen het vaakst dat segment heeft voltooid.
De app geeft ook een digitale medaille wanneer de gebruiker een persoonlijk record behaalt op een segment, of een tweede of derde persoonlijke tijd behaalt.
In 2020 werd door Toerisme Vlaanderen de 'Flandrien Challenge' gelanceerd, waarbij fietsers 59 Strava-segmenten kunnen bedwingen op de wielerhellingen in het West-Vlaams Heuvelland en de Vlaamse Ardennen.

## Professionele sporters
Diverse bekende professionele wielrenners van uiteenlopende nationaliteiten zijn actief op Strava, waardoor ook amateurs hun prestaties met die van professionals kunnen vergelijken. Ook in andere sporten zijn bekende atleten actief op Strava.
Professionele sporters hebben een speciale markering op hun profielfoto, om kenbaar te maken dat zij geverifieerd zijn en zodat zij makkelijk herkenbaar zijn op het platform.

## Alternatieven
Andere veelgebruikte sport-apps zijn onder andere Runkeeper, Google Fit, Nike+ Running, Garmin Connect en Trenara.